# ≒Joy
≒Joy (jap. ニアリーイコールジョイ Niarīikōrujoi zapis stylizowany ≒JOY) – japońska grupa idolek, znana również jako Niajoy (ニアジョイ). Jest drugą siostrzaną grupą =Love utworzoną 29 marca 2022 roku przez Rino Sashiharę, byłą członkinię AKB48, HKT48 i STU48.

## Nazwa
Nazwa „≒Joy” (prawie równa radość) odzwierciedla nadzieję, aby członkinie grupy i ich fani odczuwali radość i szczęście podczas spotkań.

## Historia

### Przed debiutem
9 października 2021 roku podczas festiwalu „Ikonoi Fes 2021”, ogłoszono przeprowadzenie przesłuchań do „trzeciej grupy” przez producentkę Rino Sashiharę.

### 2022: Debiut
30 stycznia 2022 roku odbyła się ostatnia runda przesłuchań, a 29 marca, wraz z ogłoszeniem początkowego dwunastoosobowego składu grupy, producentka Rino Sashihara ogłosiła, że nazwa grupy będzie brzmiała „≒Joy”. 25 czerwca jako trzynasta i ostatnia członkini do grupy dołączyła Aimi Ozawa, była członkini Last Idol. 2 lipca ich debiutancki utwór został opublikowany na YouTube. Dzień później grupa zadebiutowała na scenie na wspólnym festiwalu „IkonoiJoy 2022” z =Love i ≠Me. 20 listopada członkini Moeka Fukuyama poinformowała, że po wydarzeniu online zaplanowanym na 4 grudnia zawiesi aktywność w grupie, aby skupić się na nauce. Jednak przed wstrzymaniem aktywność przez Fukuyamę wszystkie 13 członkiń zadebiutowało po raz pierwszy na solowym występie, który miał miejsce 30 listopada.

### Od 2023: Początki kariery, pierwszy minialbum
14 marca 2023 roku Moeka Fukuyama, która miała przerwę w działalności, ogłosiła, że odejdzie z grupy 29 marca, w pierwszą rocznicę powstania ≒Joy, aby móc w pełni skupić się na nauce. 3 września w Jokohamie odbył się ich pierwszy koncert zatytułowany „〜Hajimemashite, ≒JOY desu.〜” (Miło cię poznać, jesteśmy ≒JOY).
25 grudnia 2023 roku dziewczyny wyruszyły w swoją pierwszą krajową trasę koncertową, która trwała do 12 stycznia 2024 roku. Pięć dni po powrocie z trasy ukazał się ich debiutancki minialbum „Kitto, Zettai, Zettai”. 23 lutego w Tokyo International Forum odbył się koncert z okazji 2. rocznicy powstania grupy. Pierwszy singel grupy „Taiikukan Disco” ukazał się 12 czerwca. 
1 marca 2025 roku w Tokyo Metropolitan Gymnasium odbył się koncert z okazji trzeciej rocznicy powstania ≒Joy.

## Członkinie
| Imię i nazwisko | Imię i nazwisko | Data urodzenia       | Miejsce urodzenia   | Narodowość | Uwagi   |
| Jurii Aida      | 逢田珠里依      | 13 września 2005     | Tokio               | Japonia    |         |
| Konoa Amano     | 天野香乃愛      | 21 stycznia 2007     | prefektura Saitama  | Japonia    |         |
| Ayumi Ichihara  | 市原愛弓        | 21 sierpnia 2003     | prefektura Fukuoka  | Japonia    |         |
| Renon Esumi     | 江角怜音        | 26 kwietnia 2005     | Osaka               | Japonia    |         |
| Mitsuki Ōshida  | 大信田美月      | 27 września 2004     | Osaka               | Japonia    |         |
| Aoi Ōnishi      | 大西葵          | 6 sierpnia 2005      | Tokio               | Japonia    |         |
| Aimi Ozawa      | 小澤愛実        | 9 kwietnia 2003      | prefektura Kanagawa | Japonia    | liderka |
| Mai Takahashi   | 髙橋舞          | 22 lutego 2005       | prefektura Hyogo    | Japonia    |         |
| Riko Fujisawa   | 藤沢莉子        | 16 stycznia 2004     | prefektura Saitama  | Japonia    |         |
| Yūka Murayama   | 村山結香        | 15 lutego 2004       | prefektura Fukuoka  | Japonia    |         |
| Momoka Yamada   | 山田杏佳        | 2 lutego 2006        | prefektura Kanagawa | Japonia    |         |
| Arisu Yamano    | 山野愛月        | 21 października 2006 | Osaka               | Japonia    |         |

### Była członkini
| Imię i nazwisko | Imię i nazwisko | Data urodzenia       | Miejsce urodzenia   | Narodowość | Uwagi                               |
| Moeka Fukuyama  | 福山萌叶        | 22 października 2004 | prefektura Kanagawa | Japonia    | Ukończyła członkostwo 29 marca 2023 |

## Dyskografia

### Minialbum
| # | Tytuł                                      | Informacje                                                                                     | Najwyższa pozycja | Najwyższa pozycja | Certyfikat RIAJ |
| # | Tytuł                                      | Informacje                                                                                     | Oricon            | Billboard Japan   | Certyfikat RIAJ |
| - | ------------------------------------------ | ---------------------------------------------------------------------------------------------- | ----------------- | ----------------- | --------------- |
| 1 | きっと、絶対、絶対 (Kitto, Zettai, Zettai) | - Data wydania: 17 stycznia 2004 - Wydawca: Sacra Music - Format: CD, CD+DVD, digital download | 1                 | 1                 | Złoto           |

### Singel
| # | Tytuł                                  | Rok  | Najwyższa pozycja | Najwyższa pozycja | Certyfikat RIAJ | Album               |
| # | Tytuł                                  | Rok  | Oricon            | Billb.            | Certyfikat RIAJ | Album               |
| - | -------------------------------------- | ---- | ----------------- | ----------------- | --------------- | ------------------- |
| 1 | 体育館ディスコ (Taiikukan Disco)       | 2024 | 1                 | 6                 | Złoto           | Singel spoza albumu |
| 2 | 初恋シンデレラ (Hatsukoi Cinderella)   | 2024 | 1                 | 4                 | Złoto           | Singel spoza albumu |
| 3 | ブルーハワイレモン (Blue Hawaii Lemon) | 2025 | 2                 | 4                 | Złoto           | Singel spoza albumu |

## Grupy siostrzane
- =LOVE
- ≠ME